# Gesneria jamaicensis
Gesneria jamaicensis är en tvåhjärtbladig växtart som beskrevs av Nathaniel Lord Britton. Gesneria jamaicensis ingår i släktet Gesneria och familjen Gesneriaceae. Inga underarter finns listade i Catalogue of Life.